# (2322) Kitt Peak
(2322) Kitt Peak es un asteroide perteneciente al cinturón de asteroides, descubierto el 28 de octubre de 1954 por el equipo de la Universidad de Indiana desde el Observatorio Goethe Link, Brooklyn (Estados Unidos).

## Designación y nombre
Designado provisionalmente como 1954 UQ2. Fue nombrado Kitt Peak en homenaje al Observatorio Nacional de Kitt Peak.